# GISAID
GISAID és una iniciativa científica mundial i una font principal que proporciona accés obert a les dades genòmiques dels virus de la grip i al coronavirus responsable de la pandèmia COVID-19. El 10 de gener de 2020, GISAID va posar a disposició les primeres seqüències de genoma complet que van iniciar un desenvolupament ràpid de respostes globals a la pandèmia, incloses les primeres vacunes i les primeres proves diagnòstiques per detectar el SARS-CoV-2. GISAID facilita l'epidemiologia genòmica i la vigilància en temps real per controlar l'aparició de noves soques virals COVID-19 a tot el planeta.
Des del seu establiment el 2008 com a alternativa a l'intercanvi de dades sobre la grip aviària mitjançant arxius convencionals de domini públic, GISAID és reconegut per incentivar l'intercanvi ràpid de dades de brots durant la pandèmia H1N1 el 2009, l'epidèmia H7N9 el 2013 i la pandèmia COVID-19 el 2020.
Els ministres de salut del G20 van reconèixer GISAID per la seva importància per a la salut mundial el 2017, i el 2020 el científic en cap de l'Organització Mundial de la Salut va anomenar la iniciativa de ciència de dades "un canvi de joc".